# 밀테포신
밀테포신(Miltefosine)은 임파비도 등의 상품명으로 판매되는 약물로, 주로 리슈만편모충증과 파울러자유아메바 및 만드릴라리스발라무시아와 같은 자유 생활성 아메바 감염을 치료하는 데 사용된다. 여기에는 리슈만편모충증의 세 가지 형태인 피부 리슈만편모충증, 내장 리슈만편모충증, 점막 리슈만편모충증이 포함된다. 지질체 암포테리신 B 또는 파로모마이신과 함께 사용될 수 있다. 경구로 복용한다.
흔한 부작용으로는 구토, 복통, 발열, 두통, 신장 기능 저하가 있다. 더 심각한 부작용으로는 스티븐스-존슨 증후군이나 혈소판 감소가 있을 수 있다. 임신 중 사용은 태아에게 해를 끼치는 것으로 보이며, 모유 수유 중 사용은 권장되지 않는다. 작용 기전은 완전히 명확하지 않다.
밀테포신은 1980년대 초에 처음 만들어졌으며 암 치료제로 연구되었다. 몇 년 후 리슈만편모충증에 유용한 것으로 밝혀져 2002년 인도에서 이 용도로 승인되었다. 이 약물은 세계보건기구의 필수 의약품 목록에 포함되어 있다.

## 의학적 용도

### 리슈만편모충증
밀테포신은 주로 내장 리슈만편모충증과 신세계 피부 리슈만편모충증 치료에 사용되며, 여러 국가에서 이 용도로 임상시험이 진행 중이다. 이 약물은 현재 WHO 필수 의약품 목록에 리슈만편모충증 치료의 핵심 약물로 등재되어 있다. 여러 의학적 제제가 내장 또는 피부 리슈만편모충증에 어느 정도 효과가 있지만, 2005년 조사에 따르면 밀테포신은 리슈만편모충증의 두 형태 모두에 대해 효과적인 유일한 경구 치료제이다.

### 아메바 감염
밀테포신은 매우 드물지만 치사율이 높은 아메바에 의한 뇌 감염 사례, 즉 오염된 물에 뛰어들 때 코로 물이 들어가 감염되는 파울러자유아메바에 의한 감염 사례에서 성공적으로 사용되었다. 미국에서는 가시아메바 각막염과 원발성 아메바성 뇌수막염(PAM)에 대한 희귀의약품 지위를 가지고 있다.

### 임신 및 모유 수유
밀테포신은 FDA에 의해 임신 범주 D로 분류되어 있다. 이는 연구 또는 시판 경험이나 사람 연구에서 태아에게 해를 끼치는 부작용 데이터가 있음을 의미한다. 이러한 증거에도 불구하고, 밀테포신의 잠재적 이점은 잠재적 위험에도 불구하고 임산부에게 약물 사용을 정당화할 수 있다. 치료 시작 전에 임신 검사를 해야 한다. 밀테포신 사용 중 및 치료 중단 후 5개월 동안 효과적인 피임을 사용해야 한다. 모유 수유 중 사용은 안전하지 않을 가능성이 높다.

## 금기 사항
밀테포신은 이 약물에 과민반응이 있는 사람, 임산부, 그리고 쇠그렌-라르손 증후군이 있는 사람에게 금기이다. 쥐와 토끼에게 배아독성 및 태아독성이 있고, 쥐에게는 기형유발성이 있지만 토끼에게는 그렇지 않다. 따라서 임신 중에는 금기이며, 가임기 여성은 치료 종료 후에도 피임이 필요하다.

## 부작용
밀테포신 치료의 흔한 부작용은 구역질과 구토이며, 60%의 사람들에게 발생한다. 다른 흔한 부작용으로는 현기증, 두통, 주간 졸림이 있다.
심각한 부작용으로는 발진, 설사, 관절염이 있다. 부작용은 여성과 어린 아이에게 더 심각하다. 전반적인 효과는 매우 경미하고 쉽게 회복된다.

## 작용 기전
밀테포신은 주로 리슈만편모충의 전편모충체 및 무편모충체 단계에 작용하여 활동한다. 밀테포신은 지질과 상호작용하여 사이토크롬 c 산화효소를 억제하고 세포자살과 유사한 세포 사멸을 유도함으로써 활성을 발휘한다. 이것은 기생충의 막 통합성과 미토콘드리아 기능을 저해할 수 있다.

## 역사

### 암
처음에는 암 치료제로 연구되었지만, 부작용 때문에 이 목적으로 사용된 적은 없다.
인지질 그룹 알킬포스포콜린은 1980년대 초부터 알려져 있었으며, 특히 코브라 독과의 결합 친화성 면에서 알려졌다. 1987년에 인지질이 백혈병 세포 배양에 강력한 독성 물질임이 밝혀졌다. 생체내 항종양 활성에 대한 초기 조사는 긍정적인 결과를 보였지만, 높은 용량에서만 효과가 있었고 독성도 높았다. 같은 시기에 독일에서 막스 플랑크 생물물리화학 연구소의 한스외르크 에이블과 괴팅겐 대학교의 클레멘스 웅거는 인지질 유사체인 밀테포신(당시에는 헥사데실포스포콜린으로 알려짐)의 항종양 활성이 실제로 종양 특이적임을 입증했다. 이 약물은 메틸니트로소우레아로 유발된 유방암에 매우 효과적이었지만, 이식 가능한 유방암과 토착성 벤조(a)피렌으로 유발된 육종, 그리고 랫트의 워커 256 암육종과 토착성 아세톡시메틸메틸니트로사민으로 유발된 결장 종양에는 비교적 비활성적이었다. 이어서 밀테포신은 글리세롤 그룹이 없고 세포 유형에 매우 선택적이며 다른 메커니즘을 통해 작용하는 항암 특성을 가진 지질 중 구조적으로 독특하다는 사실이 밝혀졌다.

### 리슈만편모충증
항암 특성이 발견된 같은 해에 런던 위생열대 의학 대학원의 S. L. 크로프트 팀에 의해 밀테포신이 항리슈만편모충 효과도 있다는 보고가 있었다. 이 화합물은 배양된 쥐 복강 대식세포에서 5일 동안 12.8 mg/kg/일 용량으로 리슈만편모충 도노바니 무편모충체에 효과적이었다. 그러나 피부 전이된 유방암 치료제 개발에 우선순위가 주어졌다. 1992년 새로운 연구에서 이 화합물이 쥐에게 다른 리슈만편모충 종의 다른 생활 단계에 매우 효과적이며, 실제로 기존 스티보글루콘산 나트륨 치료제보다 600배 이상 강력하다는 보고가 있었다. 인간을 대상으로 한 첫 번째 임상 시험 결과는 만성 리슈만편모충증을 앓고 있는 인도 환자들에게서 보고되었으며, 높은 성공률과 안전성을 보였다. 이 유망한 개발은 아스타 메디카(후에 센타리스 GmbH)와 세계보건기구 열대 질병 연구 및 훈련 특별 프로그램, 인도 정부 간의 독특한 공공-민간 파트너십 협력을 촉진했다. 결국 몇 번의 성공적인 2상 및 3상 시험을 통해 2002년 밀테포신은 리슈만편모충증에 대한 최초이자 유일한 경구 약물로 승인되었다.

### 파울러자유아메바 및 가시아메바
2013년, 미국 질병통제예방센터는 육아종 아메바성 뇌염과 원발성 아메바성 뇌수막염과 같은 자유 생활성 아메바 감염 치료에 밀테포신을 권장했다. 이 두 질병은 치명적인 원생동물 질병이다. 역사적으로 북미에서 확인된 138건의 감염 사례 중 생존자는 4명에 불과했다. 미국인 1명은 1978년에 감염에서 살아남았고, 멕시코인 1명은 2003년에 살아남았다. 2013년에는 밀테포신 치료 후 두 명의 어린이가 원발성 아메바성 뇌수막염에서 살아남고 회복되었다. 2016년 밀테포신을 포함한 치료 후, 또 다른 어린이가 미국에서 파울러자유아메바 감염에서 살아남은 네 번째 사람이 되었다.

## 사회 및 문화

### 판매
2017년부터 밀테포신은 프로파운다(Profounda)를 통해 미국에서 상업적으로 구매가 가능하다. 이전에는 CDC로부터 자유 생활성 아메바(FLA) 감염, 즉 파울러자유아메바에 의한 원발성 아메바성 뇌수막염 및 만드릴라리스발라무시아와 가시아메바 종에 의한 육아종 아메바성 뇌염 치료를 위한 확대 접근 임상시험용 신약 프로토콜 하에서 응급 사용으로만 얻을 수 있었다. 밀테포신은 거의 전적으로 민간 제약 회사인 프로파운다에서 생산한다.

### 경제성
개발도상국에서는 치료 과정 비용이 65달러에서 150달러이다. 선진국에서는 치료 비용이 10배에서 50배 더 높을 수 있다.

## 추가 연구
일부 세균과 진균에 효과가 있으며, 인간 흡충류인 만손주혈흡충과 이를 확산시키는 달팽이인 비옴팔라리아 알렉산드리아에도 효과가 있다.

### 항원생동물 및 항진균 활성
밀테포신은 기존 약물에 내성을 보인 감염 치료제를 찾는 연구자들의 관심을 받고 있다. 동물 및 시험관내 연구는 밀테포신이 광범위한 항원생동물 및 항진균 특성을 가질 수 있음을 시사한다.
- 동물 연구는 밀테포신이 샤가스병의 원인 기생생물인 크루스파동편모충에도 효과가 있을 수 있음을 시사한다.[43]
- 여러 연구에서 이 약물이 크립토코쿠스 네오포르만스, 칸디다, 아스페르길루스속, 푸사리움과 같은 여러 종류의 진균에 효과적임을 발견했다.[44]
- 2006년 시험관내 연구에서는 밀테포신이 성병성 원생동물 질환인 트리코모나스 바지날리스의 메트로니다졸 내성 변종에 효과적임을 발견했다.[45]
- 2007년에는 밀테포신과 관련 화합물인 브로민화 세트리모늄이 열대열원충에 대해 강력한 시험관내 활성을 보인다는 것이 입증되었다.[46]
- 2006년 시험관내 시험에서 밀테포신은 치명적인 원생동물 병원체인 파울러자유아메바, 만드릴라리스발라무시아, 가시아메바에 효과적임을 보여주었다.[47] 그러나 이후 시험관내 및 동물 모델 실험에서 클로르프로마진[48] 및 디미나젠 아세투레이트(베레닐)와 같은 다른 약물만큼 강력하지 않다는 결과가 나왔다.[49]
- 2013년에는 리슈만편모충증 치료에 밀테포신이 실패했다는 보고가 있었다.[50][51] 약물 저항성이 의심되었지만, 2014년 연구에서는 밀테포신이 어린이에게 그렇게 효과적이지 않으며, 이는 어린이의 약물 노출 부족과 가장 관련이 있을 가능성이 높다고 보고했다.[52] 또한 남성이 재발 가능성이 더 높은 것으로 나타났다.[53]
- 2012년 시험관내 연구에서는 밀테포신이 칸디다 알비칸스 미생물막에 대해 유망한 활성을 보인다는 것을 발견했다.[54]

### 항HIV 활성
밀테포신은 장기 생존하는 HIV-1 저장소로서 생체내에서 역할을 하는 HIV 감염 대식세포를 표적으로 한다. HIV 단백질 Tat은 원발성 인간 대식세포에서 생존 촉진 PI3K/Akt 경로를 활성화한다. 밀테포신은 PI3K/Akt 경로를 억제함으로써 건강한 세포에 영향을 미치지 않고 감염된 대식세포를 순환계에서 제거한다. 이것은 인간 세포에서 유형 I 인터페론 (IFN)의 유도와 관련이 있으며, 인간 수지상 세포와 CD4+ T 세포의 공동 배양에서 HIV-1 복제를 현저히 감소시킨다.